# نوبير الأموي
محمد نوبير الأموي (1935 - 7 سبتمبر 2021)، هو نقابي وسياسي مغربي، مؤسس الكونفدرالية الديمقراطية للشغل (CDT) وأمينه العام من 1978 إلى 2018.

## مسيرته
ولد محمد نوبير الأموي سنة 1936 بمدينة بن أحمد في إقليم سطات.
درس في كُتَّاب لتحفيظ القرآن ثم التحق بمدرسة في الدار البيضاء، وتابع دارسته في جامعة ابن يوسف بمراكش ثم بجامعة القرويين بفاس.
بدأ مدرسا للمرحلة الابتدائية ثم التحق بعد سنوات بشعبة التفتيش التربوي.
انخرط الأموي مبكرا في حزب الاستقلال الممثل للشريحة الكبرى من الحركة الوطنية في عهد الاستعمار الفرنسي، وبمجرد التحاقه بالتعليم، انضم إلى النقابة التاريخية التي شكلت آنذاك الجناح النقابي للحركة الوطنية (الاتحاد المغربي للشغل).
اختاره الزعيم المهدي بن بركة مسؤولا عن اللجنة العمالية بالرباط في 1963. وبدأت في هذه المرحلة قصة الأموي مع الاعتقالات والمضايقات السلطوية في ذروة الاستقطاب بين الاتحاد الوطني للقوات الشعبية والسلطة.
وفي 26 نوفمبر 1978 تأسست الكونفدرالية الديمقراطية للشغل وأصبح الأموي زعيما لها.
وبعد إضراب 1981 الذي واجهته السطات بعنف وقسوة، سُجن الأموي لعامين ما عزز مكانته في الاتحاد الاشتراكي للقوات الشعبية.
وفي عام 1990 أعلنت الكونفدرالية والاتحاد العام للشغالين بالمغرب إضرابا عاما (انتفاضة فاس 1990) خلّف العديد من الضحايا.
سنة 1992، رحل اسم الأموي إلى خارج الحدود مع محاكمة شهيرة له في دعوى رفعتها عليه الحكومة على خلفية حديث لصحيفة الباييس الإسبانية وصف فيها الوزراء بأنهم «لصوص» حسب دفاع الحكومة، وصدر في حقه حكم بالسجن سنتين نافذتين. لكن صدر في حقّه عفو من قبل الملك الحسن الثاني بعد أربعة عشر شهراً من الاعتقال.
وبانتقال حزب الاتحاد الاشتراكي للقوات الشعبية إلى المشاركة في الحكم سنة 1998، بدأت هوة الخلاف تتسع بين الجناح النقابي للأموي والتوجه السياسي للحزب، مما أسفر في النهاية عن انشقاق جديد لأنصار الكونفدرالية بقيادة الأموي في اتجاه دعم حزب جديد هو حزب المؤتمر الوطني الاتحادي.
في يونيو 2011، بعد الربيع العربي والمراجعة الدستورية التي وعد بها الملك محمد السادس، دعا نوبير إلى مقاطعة الاستفتاء الدستوري وقال إن «مشروع الدستور يعزز ما كان عليه الحال دائمًا في الماضي ولن يستجيب للتطلعات».
في نوفمبر 2018، ترك منصبه كأمين عام للكونفدرالية الديمقراطية للشغل، وحلّ محله مساعده عبد القادر الزاير.

## وفاته
توفي يوم الثلاثاء 7 سبتمبر 2021 في إحدى مصحات الدار البيضاء، بعد صراع طويل مع المرض.